# María Elías
María Elías Solé (n. a París) és una actriu i presentadora de televisió catalana.

## Biografia
La seva família té una important trajectòria artística. El seu pare va ser el director d'orquestra Fernando Elías de Quirós i la seva mare, Manuela Solé Fabregat, va ser cantant d'òpera. És germana de l'actriu Carme Elías.
Com a actriu ha treballat principalment en obres teatrals, però també ha fet televisió. De les seves interpretacions sobre els escenaris destaquen la cèlebre comèdia musical El diluvi que ve (1977-1980). També ha intervingut en muntatges com la versió espanyola del musical Jesucrist Superstar, produïda i protagonitzada per Camilo Sesto (1975), La venjança de la Petra (1979), Una nit de primavera sense somni (1979), d'Enrique Jardiel Poncela, Panorama des del pont (1980), d'Arthur Miller, al costat de José Bódalo, El cavaller d'Olmedo (1984), de Lope de Vega, Ballar amb la més lletja (1987), de Ray Cooney, Torna-la a tocar, Sam (1987), de Woody Allen o El vergonyós a palau (1990), de Tirso de Molina, amb la Companyia Nacional de Teatre Clàssic.
A finals dels anys 70 i principis dels 80 treballar assíduament a Televisió Espanyola. Amb Luis Aguilé va compartir protagonisme en la comèdia El hotel de las mil y una estrellas (1978-1979). Entre 1981 i 1982 va presentar, al costat de Miguel Vila, el concurs Gol...i al Mundial 82, i el programa del circuit català de TVE Cita amb (1982). Posteriorment va participar en diverses sèries de ficció de TV3 com Avui per demà (1991), Poblenou (1994) o El cor de la ciutat (2002-2003)
Al cinema va treballar de manera més esporàdica, en pel·lícules com La menor (1976), de Pedro Masó o Cambio de sexo (1977), de Vicente Aranda.
Va estar unida sentimentalment a l'actor Juan Luis Galiardo des del 2000 fins a la defunció d'aquest el 22 de juny de 2012, contraient matrimoni el dia abans, el 21 de juny.

## Cinema
- La batuda (Razzia) (1973)
- L'últim viatge (1974)
- Les correries del vescomte Arnau (1974)
- Llarga nit de juliol (1974)
- Metralleta 'Stein' (1975)
- La menor (1976)
- Cambio de sexo (1977)
- Un genio en apuros (1983)
- L'espectre de Justine (1986)
- Bar Girls (1994)
- La caverna (2000)
- La cena (Curtmetratge, 2004)
- Passeig nocturn (2007)

## Televisió
- - Aquí durmió Carlos III (20 de març del 1977)
- Escala internacional
  - Episodi del 7 de febrer del 1978
- Novela
  - Marta y María (1 de maig del 1978)
- Teatro estudio
  - La hermosa gente (21 de setembre del 1978)
- Estudio 1
  - La hermosa gente II (29 de setembre del 1978)
  - Guillermo Hotel (4 d'abril de 1979)
  - Gabriela y sus maridos (25 de mayo de 1980)
- El hotel de las mil y una estrellas
  - Episodi del 8 de desembre de 1978
  - Episodi del 15 de desembre de 1978
  - Episodi del 29 de desembre de 1978
  - Episodi del 5 de gener del 1979
  - Episodi del 12 de gener del 1979
  - Episodi del 19 de gener del 1979
  - Episodi del 26 de gener del 1979
  - Episodi del 2 de febrer del 1979
  - Episodi del 9 de febrer del 1979
  - Episodi del 16 de febrer del 1979
- Antología de la zarzuela
  - Episodi 20 (2 de febrer del 1980)
- Teatro breve
  - El cuarto creciente (6 de març del 1980)
- Las pícaras
  - La tía fingida (8 d'abril del 1983)
- Página de sucesos
  - Parejas rotas (27 de desembre del 1985)
- Pepe Carvalho
  - La dama inacabada (28 de febrer de 1986)
- Amb la mosca al nas (Telefilm, 1988)
- Crònica negra
  - La cara que hi faran (16 de desembre de 1988)
- Eva y Adán, agencia matrimonial
  - ¿Estás depre, papá? (16 de desembre de 1990)
- Avui per demà
  - El desè aniversari (10 de desembre de 1991)
  - La respiració assistida (17 de desembre de 1991)
  - El pare de l'Enriqueta (24 de desembre de 1991)
  - Una mica d'esprai (7 de gener del 1992)
  - Els jocs de l'amor (14 de gener del 1992)
  - Una flor no fa estiu (21 de gener del 1992)
  - De color de rosa (28 de gener del 1992)
  - La declaració (4 de febrer de 1992)
  - Una falsa alarma (11 de febrer del 1992)
  - Quieto parao (18 de febrer del 1992)
  - Si tu m'ho dius (25 de febrer del 1992)
  - Situació límit (3 de març del 1992)
  - La fusió (17 de març del 1992)
- La venganza de la Petra (Telefilm, 1992)
- Vostè mateix
  - Eclipsi anul·lar (28 d'abril de 1993)
- Poble Nou[nota 1]
- Pedralbes Centre
  - Episodio 1 (20 d'abril del 1995)
- Rosa[nota 2]
- Dones d'aigua
  - L'herència (1a part), (24 de setembre del 1997)
- Estació d'enllaç
  - Els mars del sud (18 de febrer del 1997)
  - Cendres (4 de novembre del 1997)
  - El martiri de l'àngel (18 de novembre del 1998)
  - Sobre rodes (23 de desembre del 1998)
- Antivicio
  - La sonrisa del niño (18 d'abril de 2000)
- Crims
  - Minotaure (7 de maig del 2000)
- El cor de la ciutat[nota 3]
- Los simuladores
  - Acosada (16 d'abril de 2006)
- Porca misèria
  - Un bon consell (2 de desembre del 2007)
- Martes de carnaval
  - Los cuernos de don Friolera (5 de gener del 2010)
  - Las galas del difunto (6 de gener del 2010)
  - La hija del capitán (7 de gener del 2010)